# Gert Hofbauer
Pour l’article homonyme, voir Hofbauer.
Gert Hofbauer, né le 13 mars 1937 à Knittelfeld et mort le 4 août 2017 à Marz (Autriche), est un trompettiste autrichien et le fondateur et chef principal de l'Orchestre de la Hofburg à Vienne (Wiener Hofburg Orchester (de)).

## Biographie
Gert Hofbauer étudie la trompette en 1958 à Graz et en 1960 à la Hochschule für Musik und darstellende Kunst (Académie de musique et d'arts du spectacle de Vienne) à Vienne. En 1962, il obtient ses premiers engagements comme trompettiste dans l’orchestre du Mozarteum de Salzbourg — et en 1964, dans l’orchestre des Tonkünstler de Basse-Autriche, où il est 1er trompette.
Parallèlement à cette activité de musicien, il étudie la direction d’orchestre dans la classe du professeur Richard Österreicher (1969).
En 1971, 75 des meilleurs musiciens de toutes les grandes associations orchestrales de Vienne s’associent sous la direction du chef Gert Hofbauer pour former le Wiener Hofburg Orchester. Leur objectif déclaré consiste à cultiver la musique viennoise de valses et d’opérettes et à la diffuser dans le monde.
Des productions télévisuelles et radiodiffusées en Autriche et à l’étranger, des engagements internationaux pour des concerts symphoniques ainsi que des enregistrements sur support sonore ont fait connaître cet orchestre et lui ont assuré sa renommée.
Les concerts Johann Strauss et Wolfgang Amadeus Mozart se déroulent de mai à décembre dans les salles d’apparat du palais de la Hofburg à Vienne.